# DASH7
Le DASH7 est une nouvelle forme de transmission sans fils, à l’instar du Wi-Fi, Bluetooth ou encore du ZigBee. DASH7 est le nom de la technique promue par le consortium à but non lucratif nommé le DASH7 Alliance.
Le DASH7 est une extension du standard ISO 18000-7. Au départ, il fut créé à des fins militaires. Aujourd’hui, sa vocation a été réorientée vers des applications commerciales venant concurrencer le Zigbee, Bluetooth ou l’IEEE 802.15.4. Les industriels espèrent apporter cette technique aux particuliers en l’intégrant par exemple dans les téléphones portables, permettant ainsi de contrôler, la consommation d’énergie des divers équipements d’un foyer. Le but est d’offrir un réseau de communication de machine à machine extrêmement simple. 
Le DASH7 fonctionne dans la bande de fréquence ISM à 433 MHz et offre un débit de 27,77 ko/s ; il permet une portée d’environ 1 000 mètres. Cette bande de fréquences est partagée avec d'autres protocoles comme la technique LoRa (Long Range) spécifiée par Semtech. Le DASH7 est utilisable dans le monde entier.

## Historique du DASH7
En janvier 2009, le département de la défense des États-Unis annonce le contrat le plus couteux de l’histoire dans la RFID : un contrat de 429 millions de dollars pour l’utilisation du DASH7 par 3 revendeurs de hardware : Savi Technology, Evigia Systems, et Identec Solutions. En mars 2009, la DASH7 Alliance promeut l'interopérabilité entre les différents systèmes et annonça qu’il y avait plus de 50 participants dans 23 pays en juillet 2010. À l’instar de ce que la WI-FI Alliance fait pour l’IEEE 802.11, la DASH7 Alliance est à la norme standard ISO 18000-7 comme un maillage de capteurs sans fils.

## Résumé technique
Comparaison du DASH7 avec la technique de transmission sans fils existante ZigBee:
| Technique | Standard international utilisé | Frequences de fonctionnement | Fréquence disponible internationalement     | Traverse l’eau | Traverse le béton | Distance | Consommation moyenne | Temps de latence moyen                          | Débit maximum |
| --------- | ------------------------------ | ---------------------------- | ------------------------------------------- | -------------- | ----------------- | -------- | -------------------- | ----------------------------------------------- | ------------- |
| DASH7     | ISO/IEC 18000-7                | 433,92 MHz                   | Oui                                         | Oui            | Oui               | 1 000 m  | 30–60 µW             | 2 secondes dans le pire des cas                 | 200 kbit/s    |
| ZigBee    | IEEE 802.15.4                  | 2,4 GHz, 915 MHz, 868 MHz    | 2,4 GHz – oui; 915 MHz – non; 868 MHz – non | Non            | Non               | 30–500 m | 125–400 µW           | varie de la seconde à potentiellement la minute | 250 kbit/s    |

### Pourquoi 433.92 MHz
Avant tout, il faut savoir que plus on monte en fréquence plus on peut transmettre de données, mais plus le signal s'estompe (à puissance égale). En d’autres termes, plus la fréquence est faible, plus il est facile d’aller loin et de transpercer la matière. Par exemple, le Zigbee qui fonctionne à 2,4 GHz ne peut pas traverser l’eau.
Seulement 3 bandes de fréquences sont libres d'utilisation (sous certaines contraintes de puissance) dans la plupart des pays[réf. souhaitée]. Ces fréquences sont : 433 MHz utilisée par le DASH7, 900 MHz utilisée pour le 2G/3G des téléphones portables et 2,45 GHz utilisée par le Wi-Fi et le Bluetooth). De ces 3 plages de fréquences, seules 2 sont internationalement libres : 433 MHz et 2,45 GHz.
C’est l’une des raisons pour lesquelles le DASH7 fonctionne à la fréquence de 433,92 MHz. 
Voici un tableau qualitatif des différentes techniques :
|                         | Points positifs                                                              | Points négatifs                                                     |
| 2,45 GHz : Le Wi-Fi     | Niveau de transfert de données élevé • Multiple Canaux • Flux Video          | Puissance élevée • Gamme étroite • facilement interféré             |
| 2,45 GHz : Le Bluetooth | Niveau de transfert de données moyen • saut de fréquence • Flux Audio        | Gamme très étroite • Ne traverse pas la matière • Puissance moyenne |
| 2,45 GHz : Le Zigbee    | Puissance faible • Utilisation pour capteurs                                 | Facilement interféré • Ne traverse pas la matière • Gamme étroite   |
| 433 MHz                 | Traverse la matière • Gamme étendue • Puissance faible • Peu d’interférences | Faible débit • Limitation due à la longueur de l’antenne            |

### Communication Tag-à-Tag
Contrairement à la plupart des techniques RFID, DASH7 propose la communication Tag-to-Tag qui, combinée avec la longue portée et les avantages de la propagation du signal de 433 MHz, en fait un substitut facile pour la plupart des capteurs sans fils de réseau dits "mesh". DASH7 prend également en charge les capteurs, le chiffrement, IPv6, et d'autres caractéristiques.

### Asynchrone
La principale méthode de communication de DASH7 se fait par commande-réponse, qui par conception ne nécessite pas de " hand-shaking " périodique sur le réseau, ni de synchronisation entre les périphériques.